# Ribeaucourt (Somme)
Ribeaucourt és un municipi francès situat al departament del Somme i a la regió dels Alts de França. L'any 2007 tenia 185 habitants.

## Demografia

### Població

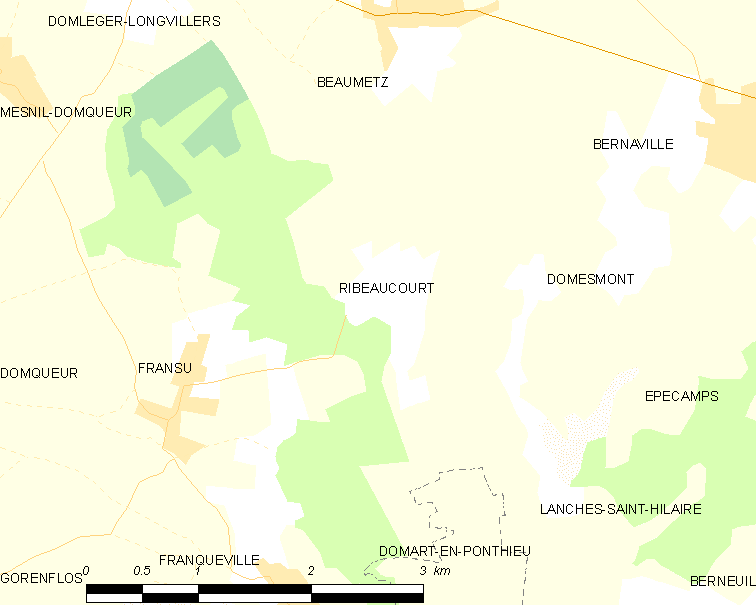
mapa del municipi

El 2007 la població de fet de Ribeaucourt era de 185 persones. Hi havia 61 famílies de les quals 10 eren unipersonals (10 dones vivint soles i 10 dones vivint soles), 17 parelles sense fills i 34 parelles amb fills.
La població ha evolucionat segons el següent gràfic:
Habitants censats

### Habitatges

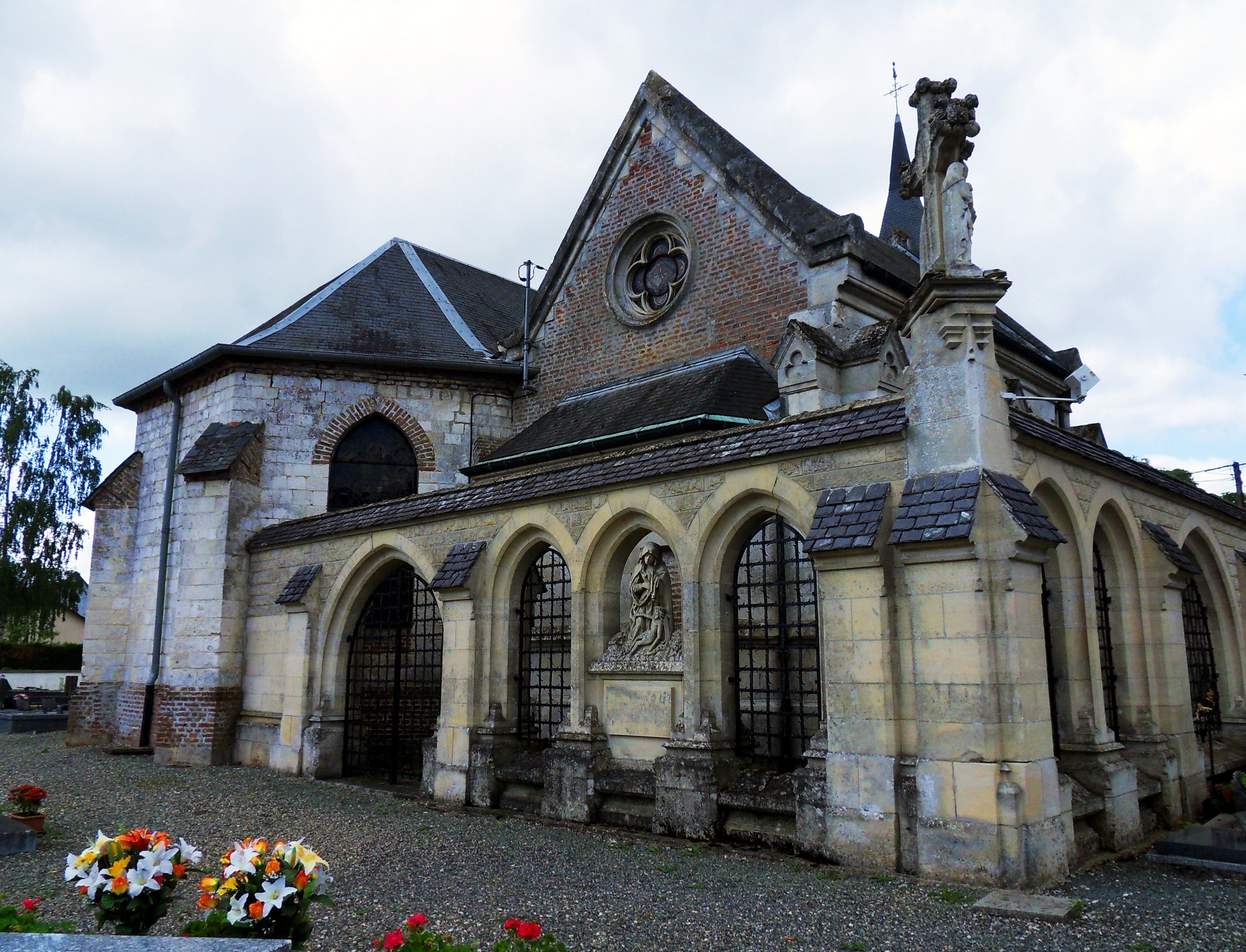

El 2007 hi havia 87 habitatges, 65 eren l'habitatge principal de la família, 10 eren segones residències i 12 estaven desocupats. Tots els 86 habitatges eren cases. Dels 65 habitatges principals, 57 estaven ocupats pels seus propietaris, 5 estaven llogats i ocupats pels llogaters i 3 estaven cedits a títol gratuït; 2 tenien dues cambres, 4 en tenien tres, 19 en tenien quatre i 40 en tenien cinc o més. 48 habitatges disposaven pel capbaix d'una plaça de pàrquing. A 21 habitatges hi havia un automòbil i a 36 n'hi havia dos o més.

### Piràmide de població

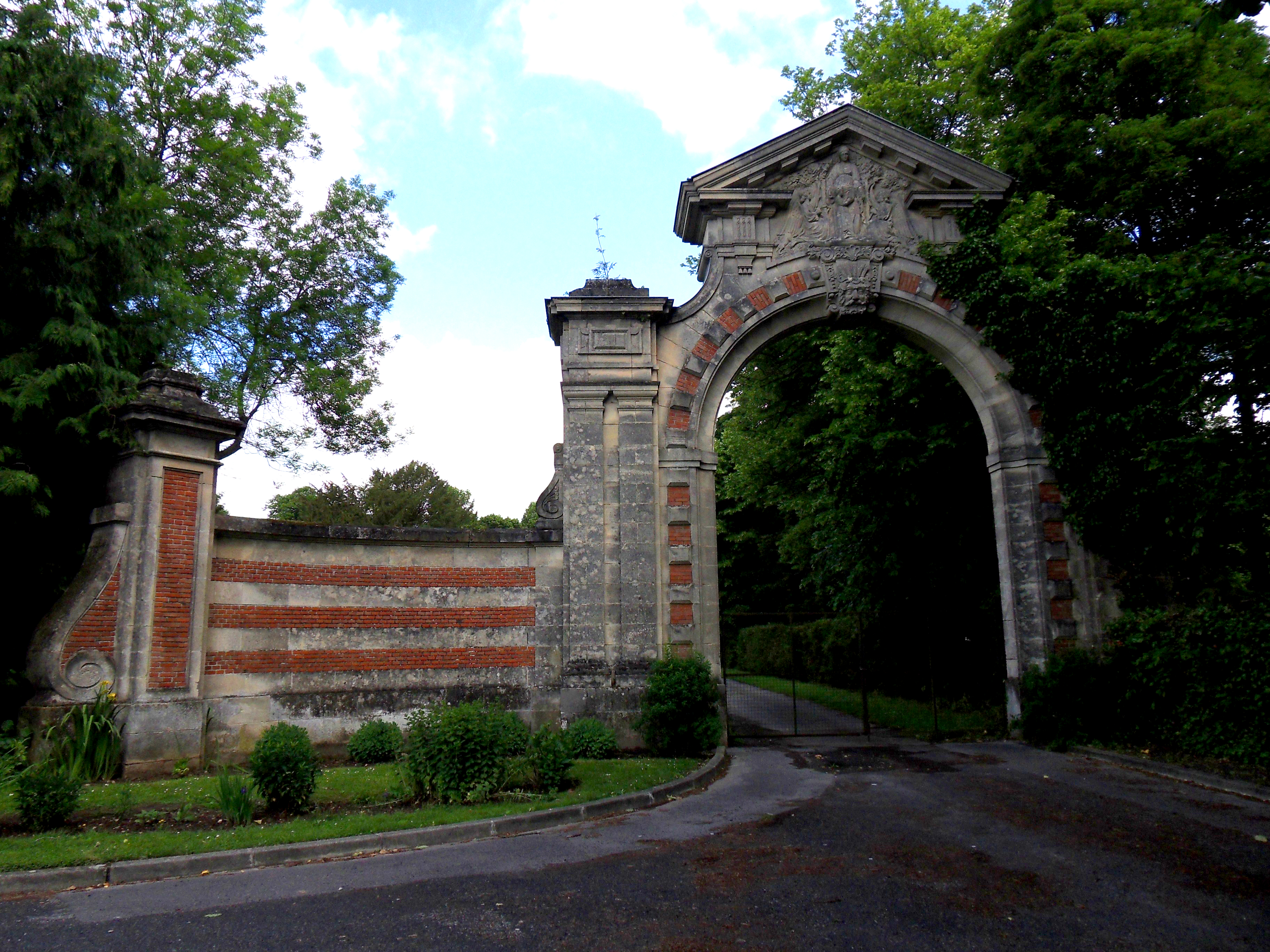
Castell

La piràmide de població per edats i sexe el 2009 era:
| Homes | Edats   | Dones |
| ----- | ------- | ----- |
| 0     | 95 o +  | 0     |
| 4     | 90 a 94 | 0     |
| 0     | 85 a 89 | 4     |
| 0     | 80 a 84 | 0     |
| 0     | 75 a 79 | 4     |
| 8     | 70 a 74 | 4     |
| 0     | 65 a 69 | 0     |
| 8     | 60 a 64 | 4     |
| 4     | 55 a 59 | 4     |
| 16    | 50 a 54 | 4     |
| 0     | 45 a 49 | 8     |
| 4     | 40 a 44 | 4     |
| 12    | 35 a 39 | 8     |
| 4     | 30 a 34 | 8     |
| 8     | 25 a 29 | 4     |
| 4     | 20 a 24 | 0     |
| 12    | 15 a 19 | 16    |
| 8     | 10 a 14 | 16    |
| 8     | 5 a 9   | 16    |
| 4     | 0 a 4   | 8     |

## Economia

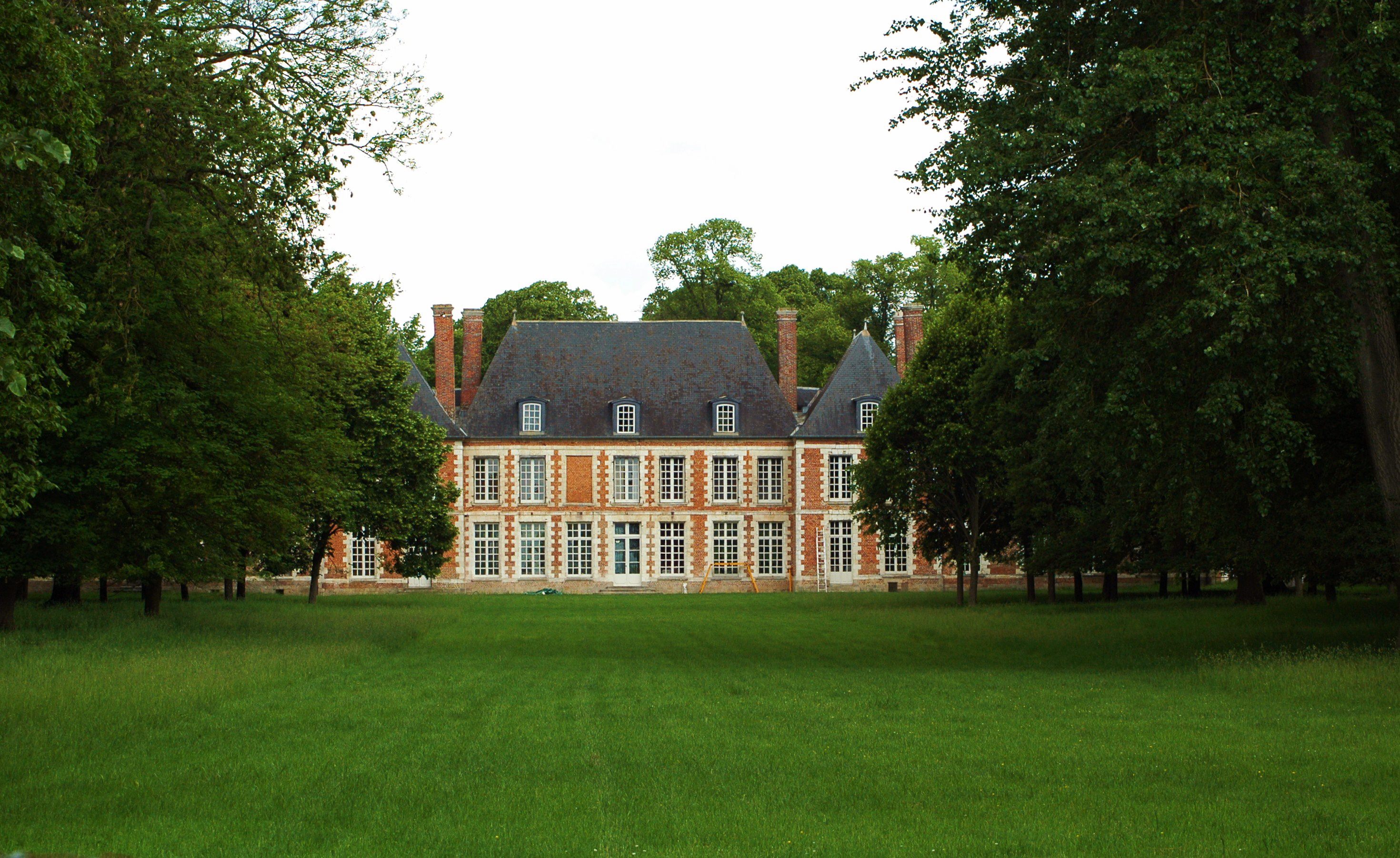
Castell

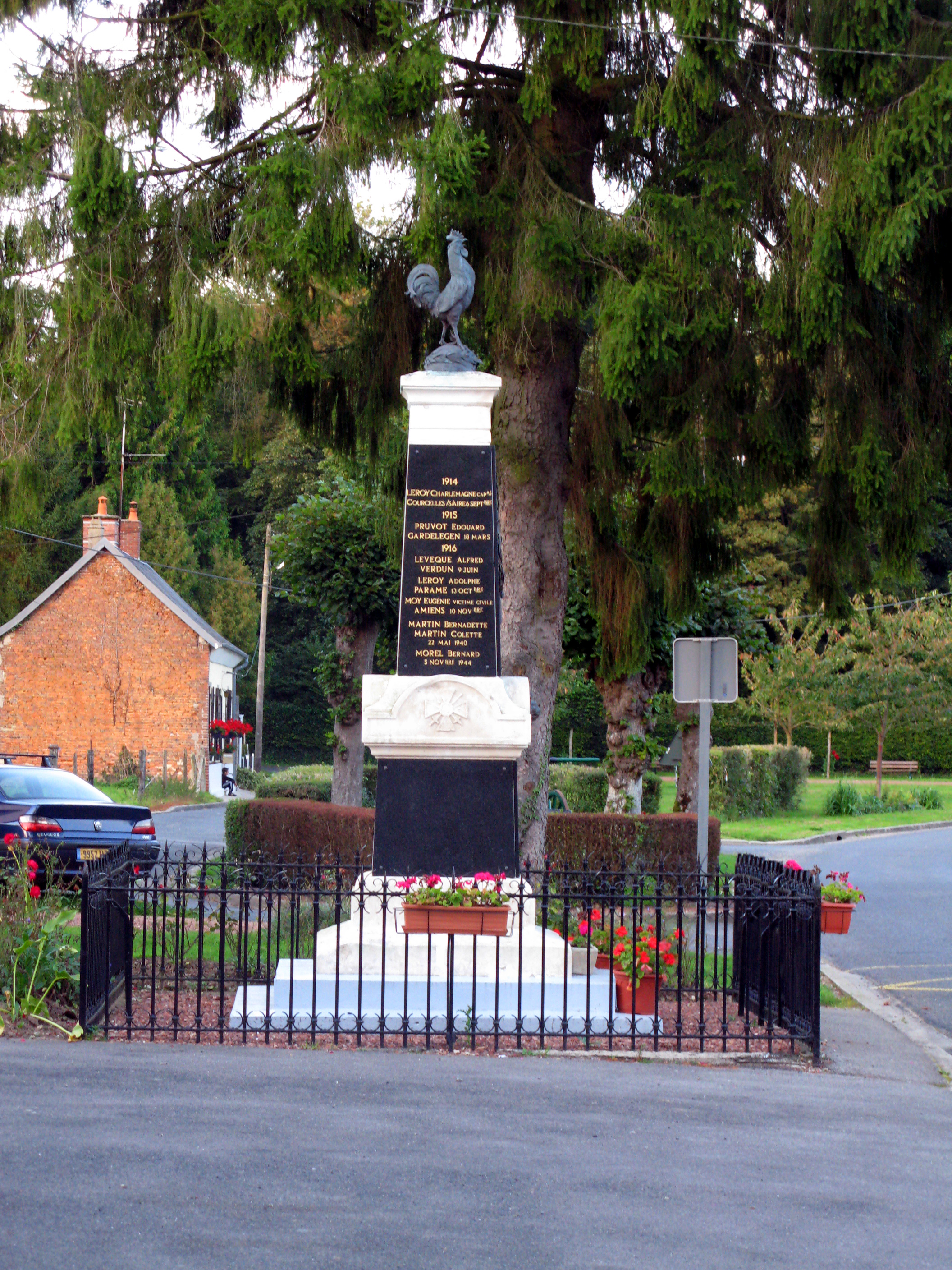
monument

El 2007 la població en edat de treballar era de 109 persones, 84 eren actives i 25 eren inactives. De les 84 persones actives 80 estaven ocupades (45 homes i 35 dones) i 5 estaven aturades (2 homes i 3 dones). De les 25 persones inactives 7 estaven jubilades, 9 estaven estudiant i 9 estaven classificades com a «altres inactius».

### Ingressos
El 2009 a Ribeaucourt hi havia 75 unitats fiscals que integraven 220 persones, la mediana anual d'ingressos fiscals per persona era de 15.205,5 €.

### Activitats econòmiques

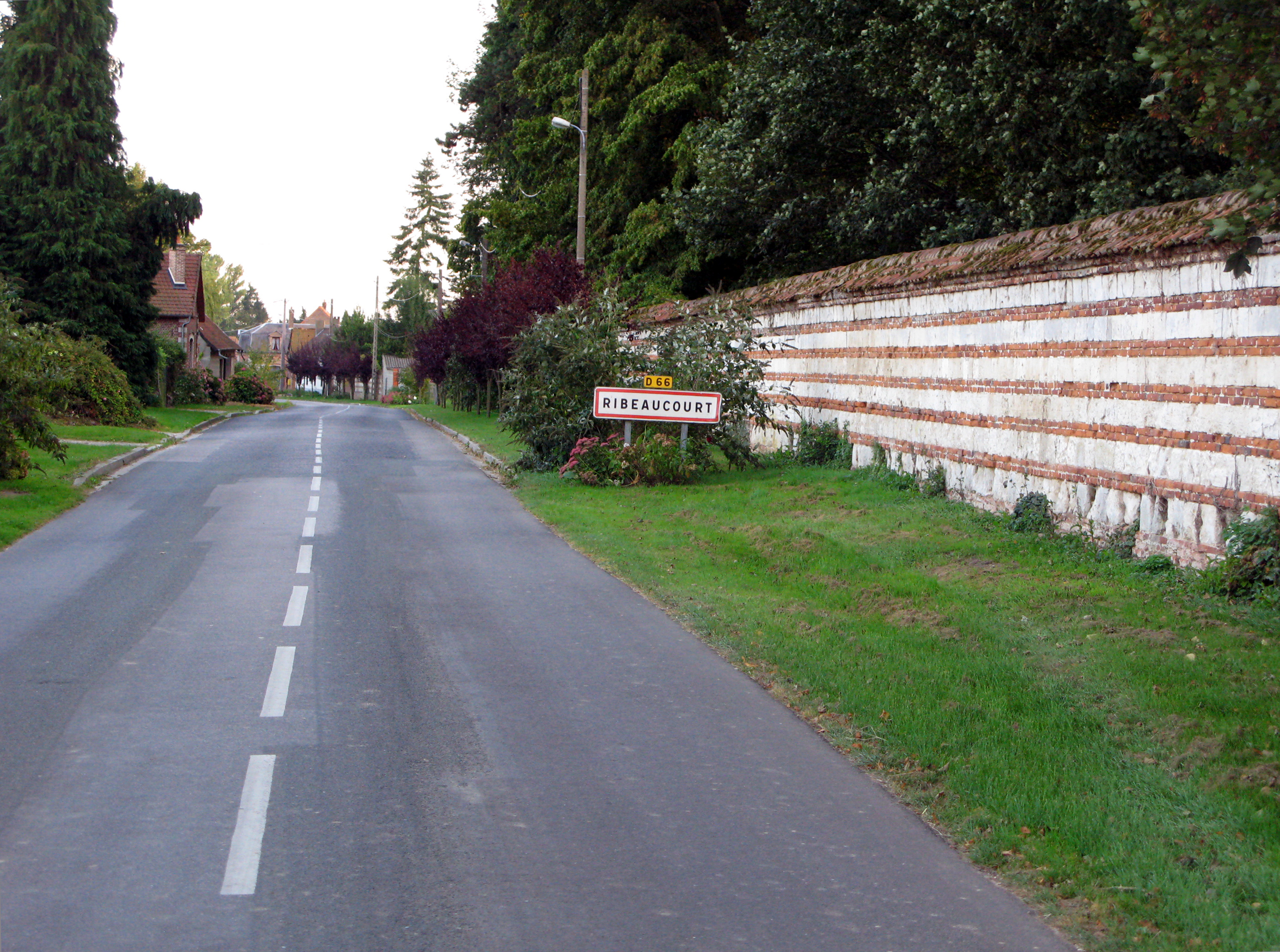

Dels 2 establiments que hi havia el 2007, 1 era d'una empresa de construcció i 1 d'una empresa de comerç i reparació d'automòbils.
L'únic servei als particulars que hi havia el 2009 era un paleta.
L'únic establiment comercial que hi havia el 2009 era una botiga de roba.
L'any 2000 a Ribeaucourt hi havia 4 explotacions agrícoles.

## Poblacions més properes
El següent diagrama mostra les poblacions més properes.